# Жировицьке Євангеліє
Жировицьке Євангеліє (біл. Жыровіцкае Евангелле, також відоме як Євангеліє Сапіги) — білоруська рукописна пам'ятка XV століття, яка отримала назву від православного монастиря в містечку Жировичі (зараз в Слонімському районі Гродненської області), де зберігалася до середини XIX століття.
Зараз знаходиться в Науковій бібліотеці Литви.

## Опис
Книга написана на 404 сторінках. Прикрашена заставками, мініатюрами із зображеннями євангелістів, численними ініціалами. Мініатюри взяті в широкі позолочені рамки, орнаментовані ґеометричним і рослинним візерунками в готичному стилі. У виконанні слайдами простежується зв'язок із візантійським і західноєвропейськими традиціями.
Картинки виділяються пластичністю, яскравою індивідуальністю осіб, жанровим задумом і мажорним колоритом (червоні, сині, зелені, вохристо-золотисті фарби).

## Минуле
На 376-му і 377-му аркушах є підпис канцлера Великого князівства Литовського Льва Сапеги (звідси друга назва — «Євангеліє Сапеги»), на замовлення якого було створено Євангеліє. 22 серпня 1616 року, в день освячення Успенського собору Сапега подарував Євангеліє монастиреві.